# Noorse voetbalbeker 2003
De Noorse voetbalbeker 2003 (Noors: Norgesmesterskapet i fotball 2003) was de 98ste editie van de strijd om de Noorse voetbalbeker. Het voetbaltoernooi begon op 6 mei met de eerste ronde en eindigde op zondag 9 november 2003 met de finale in het Ullevaal Stadion in Oslo. Het toernooi werd gewonnen door Rosenborg BK dat FK Bodø/Glimt in de eindstrijd met 3-1 versloeg en daarmee voor de negende keer het bekertoernooi op zijn naam schreef. De club stond onder leiding van trainer-coach Åge Hareide. Topscorer van het bekertoernooi werd Frode Johnsen (Rosenborg BK) met elf treffers.

## Eerste ronde
| Team 1                  | Team 2                  | Uitslag                 |
| Duels gespeeld op 6 mei | Duels gespeeld op 6 mei | Duels gespeeld op 6 mei |
| ----------------------- | ----------------------- | ----------------------- |
| Sprint/Jeløy            | Fossum (Bærum)          | 4 – 2                   |
| Drøbak/Frogn            | Borg Fotball            | 1 – 4                   |
| Ulf-Sandnes             | Ålgård                  | 0 – 4                   |
| Jotun                   | Hønefoss BK             | 1 – 3                   |
| Duels gespeeld op 7 mei |                         |                         |
| Kvik Halden             | Grüner                  | 8 – 1                   |
| Sparta                  | Oslo Øst                | 4 – 2                   |
| Fredrikstad             | Runar                   | 8 – 1                   |
| Rakkestad               | Stabæk                  | 0 – 4                   |
| Moss                    | Tollnes                 | 2 – 0                   |
| Frigg Oslo              | Lørenskog               | 2 – 0                   |
| Mercantile              | Åssiden                 | 8 – 1                   |
| Groruddalen             | Hamarkameratene         | 0 – 8                   |
| Bærum                   | Østsiden                | 2 – 0                   |
| Asker                   | Gjøvik/Lyn              | 0 – 4                   |
| Fjellhammer             | Raufoss                 | 0 – 6                   |
| Eidsvold Turn           | FK Tønsberg             | 0 – 1                   |
| Skjetten                | Follo                   | 2 – 1                   |
| Kongsvinger             | Ringsaker               | 3 – 1                   |
| Nybergsund              | Elverum                 | 3 – 0                   |
| FF Lillehammer          | Kjelsås                 | 2 – 1                   |
| Brumunddal              | Sogndal                 | 0 – 6                   |
| Hamar IL                | Molde                   | 0 – 6                   |
| Kolbu/KK                | Lyn                     | 0 – 7                   |
| Birkebeineren           | Ullensaker/Kisa         | 1 – 2                   |
| Notodden                | Sandefjord Fotball      | 2 – 8                   |
| Borre                   | Skeid                   | 2 – 3                   |
| Ørn-Horten              | Larvik Fotball          | 1 – 0                   |
| Eik-Tønsberg            | Strømsgodset            | 1 – 4                   |
| Pors Grenland           | Fagerborg               | 5 – 1                   |
| Skotfoss                | Vålerenga               | 1 – 5                   |
| FK Arendal              | Odd Grenland            | 1 – 2                   |
| Donn                    | Jerv                    | 1 – 1                   |
| Flekkerøy               | Start                   | 1 – 2                   |
| Mandalskameratene       | Randaberg               | 7 – 1                   |
| Egersund                | Bryne                   | 2 – 3                   |
| Klepp                   | Vardeneset              | 4 – 0                   |
| Vard Haugesund          | Vidar                   | 2 – 1                   |
| Kopervik                | Viking                  | 1 – 5                   |
| Nest Sotra              | Fana                    | 2 – 1                   |
| Åsane                   | Hovding                 | 2 – 3                   |
| Sandviken               | Løv-Ham                 | 0 – 3                   |
| Fyllingen               | Varegg                  | 1 – 1                   |
| Lyngbø                  | Brann                   | 0 – 4                   |
| Hødd                    | Førde                   | 7 – 0                   |
| Langevåg                | Stryn                   | 0 – 1                   |
| Skarbøvik               | Volda                   | 3 – 0                   |
| Haramsøy/Nordøy         | Aalesund                | 0 – 2                   |
| Træff                   | Averøykameratene        | 0 – 5                   |
| Clausenengen            | Sunndal                 | 2 – 0                   |
| Buvik                   | Rosenborg               | 0 – 17                  |
| Strindheim              | Nidelv                  | 5 – 1                   |
| Ranheim                 | Byåsen                  | 0 – 2                   |
| Kolstad                 | Levanger                | 0 – 3                   |
| Verdal                  | Bodø/Glimt              | 3 – 5                   |
| Steinkjer               | Beitstad                | 4 – 1                   |
| Mo                      | Stålkameratene          | 1 – 0                   |
| Narvik FK               | Skarp                   | 3 – 2                   |
| Vesterålen              | Lofoten                 | 1 – 3                   |
| Tromsdalen              | Skjervøy                | 3 – 0                   |
| Senja                   | Tromsø                  | 1 – 9                   |
| Hammerfest FK           | Bossekop                | 6 – 1                   |
| Alta                    | Harstad                 | 3 – 1                   |
| Kirkenes                | Lillestrøm              | 0 – 7                   |
| Trott                   | Haugesund               | 0 – 6                   |

## Tweede ronde
| Team 1                   | Team 2                   | Uitslag                  |
| Duels gespeeld op 13 mei | Duels gespeeld op 13 mei | Duels gespeeld op 13 mei |
| ------------------------ | ------------------------ | ------------------------ |
| Alta                     | Tromsdalen               | 2 – 2                    |
| Averøykameratene         | Molde                    | 0 – 3                    |
| Frigg Oslo               | Vålerenga                | 0 – 5                    |
| Haugesund                | Hovding                  | 1 – 0                    |
| Rosenborg                | Clausenengen             | 15 – 0                   |
| Start                    | Klepp                    | 4 – 2                    |
| Strømsgodset             | Bærum                    | 7 – 1                    |
| Ålgård                   | Viking                   | 0 – 1                    |
| Duel gespeeld op 19 mei  |                          |                          |
| FK Tønsberg              | Odd Grenland             | 0 – 2                    |
| Duels gespeeld op 21 mei |                          |                          |
| Bodø/Glimt               | Mo                       | 2 – 1                    |
| Borg Fotball             | Fredrikstad              | 1 – 2                    |
| Bryne                    | Vard Haugesund           | 5 – 1                    |
| Byåsen                   | Strindheim               | 3 – 2                    |
| Fyllingen                | Brann                    | 1 – 3                    |
| Gjøvik/Lyn               | Raufoss                  | 2 – 4                    |
| Hamarkameratene          | Skjetten                 | 2 – 1                    |
| Hønefoss BK              | Nybergsund               | 0 – 0                    |
| Jerv                     | Mandalskameratene        | 0 – 1                    |
| Kongsvinger              | Ørn-Horten               | 1 – 1                    |
| Levanger                 | Steinkjer                | 2 – 1                    |
| Lillestrøm               | Mercantile               | 7 – 2                    |
| Lofoten                  | Narvik FK                | 6 – 0                    |
| Løv-Ham                  | Nest-Sotra               | 2 – 3                    |
| Sandefjord Fotball       | Pors Grenland            | 2 – 2                    |
| Skarbøvik                | Hødd                     | 0 – 1                    |
| Skeid                    | Kvik Halden              | 1 – 0                    |
| Sogndal                  | FF Lillehammer           | 10 – 0                   |
| Sprint/Jeløy             | Moss                     | 0 – 4                    |
| Stryn                    | Aalesund                 | 0 – 4                    |
| Tromsø                   | Hammerfest FK            | 8 – 1                    |
| Duel gespeeld op 22 mei  |                          |                          |
| Stabæk                   | Sparta                   | 2 – 0                    |
| Duel gespeeld op 4 juni  |                          |                          |
| Lyn                      | Ullensaker/Kisa          | 4 – 1                    |

## Derde ronde
| Team 1                    | Team 2                    | Uitslag                   |
| Duels gespeeld op 25 juni | Duels gespeeld op 25 juni | Duels gespeeld op 25 juni |
| ------------------------- | ------------------------- | ------------------------- |
| Fredrikstad               | Lillestrøm                | 1 – 2                     |
| Moss                      | Stabæk                    | 1 – 2                     |
| Vålerenga                 | Sandefjord Fotball        | 2 – 1                     |
| Hamarkameratene           | Lyn                       | 2 – 3                     |
| Raufoss                   | Hønefoss BK               | 2 – 2                     |
| Odd Grenland              | Ørn-Horten                | 1 – 2                     |
| Mandalskameratene         | Start                     | 3 – 0                     |
| Viking                    | Nest-Sotra                | 3 – 0                     |
| Sogndal                   | Byåsen                    | 1 – 0                     |
| Aalesund                  | Hødd                      | 4 – 2                     |
| Molde                     | Skeid                     | 0 – 1                     |
| Levanger                  | Tromsø                    | 0 – 3                     |
| Lofoten                   | Rosenborg                 | 1 – 6                     |
| Tromsdalen                | Bodø/Glimt                | 1 – 2                     |
| Duels gespeeld op 26 juni |                           |                           |
| Haugesund                 | Bryne                     | 3 – 2                     |
| Brann                     | Strømsgodset              | 4 – 3                     |

## Vierde ronde
| Team 1                       | Team 2                   | Uitslag                  |
| Duel gespeeld op 23 juli     | Duel gespeeld op 23 juli | Duel gespeeld op 23 juli |
| ---------------------------- | ------------------------ | ------------------------ |
| Rosenborg                    | Lyn                      | 5 – 0                    |
| Duels gespeeld op 6 augustus |                          |                          |
| Raufoss                      | Mandalskameratene        | 6 – 1                    |
| Skeid                        | Sogndal                  | 2 – 2                    |
| Lillestrøm                   | Vålerenga                | 1 – 1                    |
| Ørn-Horten                   | Bodø/Glimt               | 1 – 3                    |
| Viking                       | Haugesund                | 1 – 2                    |
| Duels gespeeld op 7 augustus |                          |                          |
| Stabæk                       | Aalesund                 | 2 – 4                    |
| Tromsø                       | Brann                    | 1 – 0                    |

## Kwartfinale
| Team 1                        | Team 2                        | Uitslag                       |
| Duels gespeeld op 27 augustus | Duels gespeeld op 27 augustus | Duels gespeeld op 27 augustus |
| ----------------------------- | ----------------------------- | ----------------------------- |
| Bodø/Glimt                    | Aalesund                      | 3 – 0                         |
| Tromsø                        | Raufoss                       | 2 – 0                         |
| Vålerenga                     | Skeid                         | 1 – 3                         |
| Duel gespeeld op 17 september |                               |                               |
| Haugesund                     | Rosenborg                     | 2 – 3                         |

## Halve finale
| Team 1                      | Team 2                     | Uitslag                    |
| Duel gespeeld op 2 oktober  | Duel gespeeld op 2 oktober | Duel gespeeld op 2 oktober |
| --------------------------- | -------------------------- | -------------------------- |
| Rosenborg                   | Skeid                      | 2 – 1                      |
| Duel gespeeld op 14 oktober |                            |                            |
| Tromsø                      | Bodø/Glimt                 | 0 – 3                      |

## Finale
| 9 november 2003 – Ullevaal Stadion, Oslo 25.447 toeschouwers Scheidsrechter: Terje Hauge                                                                                       |               | |
| Rosenborg BK | 3 – 1         | FK Bodø/Glimt |
| Frode Johnsen 35' Jan Gunnar Solli 105' Jan Gunnar Solli 120' | goals         | 28' Stig Johansen |
| Åge Hareide | Trainer-coach | Øystein Gåre |
| Espen Johnsen Christer Basma Vidar Riseth Erik Hoftun Ståle Stensaas Roar Strand 78' Ørjan Berg Fredrik Winsnes 120' Øyvind Storflor 84' Frode Johnsen Harald Martin Brattbakk | opstellingen  | Tor Egil Horn 103' Kristoffer Paulsen Cato Hansen Fredrik Kjølner Håvard Halvorsen Runar Berg Olav Råstad André Hanssen 68' Aasmund Bjørkan Stig Johansen 90' Christian Berg |
| Jan Gunnar Solli 78' Azar Karadas 84' Torjus Hansen 120' Árni Gautur Arason Odd Inge Olsen Dagfinn Enerly Lars Blixt                                                           | wissels       | 68' Trond Fredrik Ludvigsen 90' Jan Egil Brekke 103' Trond Olsen Jonas Kolstad Hans Jørgen Andersen Ville Lehtinen Per-Ivar Steinbakk                                        |
| Harald Martin Brattbakk 31' Ståle Stensaas 44' | gele kaarten  | 11' Stig Johansen 37' André Hanssen |
| | rode kaarten  | |

## Winnende formatie
- Rosenborg BK

Espen Johnsen, Christer Basma, Erik Hoftun, Vidar Riseth, Ståle Stensaas, Roar Strand, Ørjan Berg, Fredrik Winsnes, Øyvind Storflor, Frode Johnsen, Harald Martin Brattbakk, Jan Gunnar Solli, Azar Karadas, Torjus Hansén, Lars Blixt, Dagfinn Enerly en Odd Inge Olsen. Trainer-coach: Åge Hareide.

## Topscorers
- In onderstaand overzicht zijn alleen de spelers opgenomen met vier of meer treffers achter hun naam.

| №  | Naam speler             | Club         | Goals | Duels | Gem. |
| -- | ----------------------- | ------------ | ----- | ----- | ---- |
| 1  | Frode Johnsen           | Rosenborg    | 11    | 6     | 1,83 |
| 2  | Harald Martin Brattbakk | Rosenborg    | 9     | 7     | 1,29 |
| 3  | Christer George         | Rosenborg    | 7     | 3     | 2,33 |
| 4  | Alexander Ødegaard      | Sogndal      | 6     | 4     | 1,50 |
| 5  | Péter Kovács            | Tromsø       | 5     | 4     | 1,25 |
| 6  | Morten Gamst Pedersen   | Tromsø       | 5     | 5     | 1,00 |
| 7  | Lars Iver Strand        | Tromsø       | 5     | 6     | 0,83 |
| 8  | Bernt Hulsker           | Molde        | 4     | 1     | 4,00 |
| 9  | Markus Ringberg         | Fredrikstad  | 4     | 3     | 1,33 |
| 10 | Paal Christian Alsaker  | Strømsgodset | 4     | 3     | 1,33 |
| 11 | Petter Furuseth         | Brann        | 4     | 4     | 1,00 |
| 12 | Thomas Lund             | Brann        | 4     | 4     | 1,00 |
| 13 | Roar Strand             | Rosenborg    | 4     | 5     | 0,80 |
| 14 | David Hanssen           | Vålerenga    | 4     | 5     | 0,80 |
| 15 | Dagfinn Enerly          | Rosenborg    | 4     | 5     | 0,80 |